# Индијска митологија
Индијска митологија се мењала од једне епохе до друге. Ликови и божанства су с временом еволуирали. Једни су нестајали, а уместо њих су се уздизала нова божанства и култови који су улазили у централни пантеон који су их замењивали или су се спајали са њима дајући им нове особине. Мењао се садржај митолошких представа, добијајући тако нову интерпретацију. При том стари ликови и представе, претходно нестали из књижевности, поново би се појављивали после више векова, незнатно измењени, лако препознатљиви у новом руху.
Индијски најранији религиозни стихови, Риг-веда појавили су се у 11. миленијуму п. н. е. Састојали су се од химни мноштву богова – богу рата, богу ватре; и анимистичких духова неба, Сунца, Месеца, река и олуја, животиња и птица.
После стварања Риг-веда, уследило је значајно књижевно дело под називом Упанишаде (рукописи филозофских спекулација започети око 700. године п. н. е.). Садржали су теме које су инспирисале зачетнике ђаинизма и будизма и дале религијску основу хиндуизма.
У ведској литератури може се препознати цео пантеон богова, који је преко великих епова придодат Махабхарати и Рамајани, и текстовима легендарних прича под називом Пуране. Од милион божанстава у пантеону, издвајају се пет – Брама, Вишну, Шива, Ганеша и Парвати (позната као Ума или Мајка богиња).

## Веде
Реч веда долази од санскритске речи вид што у преводу значи знање, знати. Етимолошки је сродна са словенским речиа ведити и проповедати (преносити знање) То су свети текстови који се састоје из десетина хиљада стихова. Говоре о природи целокупне Васионе и њеном Творцу. Од самих почетака, свештеници, брамани их уче напамет и преносе усмено својим ученицима, с једног поколења на наредно. Веде уче покретима које треба вршити и речима које треба изрећи приликом различитих верских обреда.

## Шрила (Дваипајана) Ведавјаса
Он је приближно око 3150. године п. н. е. до тада једну Веду, познату под именом Риг Веда, систематизовао и поделио на 4 дела, 4 Веде: Риг, Сама, Јађур и Атхарва Веда. Поред тога Шрила Вјасадева је саставио и записао чувени еп Махабхарата који представља велику историју Старог Света. Ведско знање забележио је на санскриту, древном писму.

## Подела Веда
Ведски списи се сврставају у следеће категорије:
1. Шрути - у преводу « оно што је чуто » у ову категорију спадају:
четири Ведске Самхите (химне): Риг, Сама, Јађур и Атхарва Веда.
- Брахмане
- Арањаке
- 108 Упанишада
2. Смрити - у преводу, сећања, оно што се памти, историја:
-Итихасе (епови): Рамајана, Махабхарата, Бхагавад-гита.
- Пуране (хронике): 18 главних Пурана су: 
6 Пурана за особе у врлини (Вишну, Бхагавата, Нарадија, Гаруда, Падма и Вараха Пурана),
6 Пурана за особе у страсти (Брахма, Брахманда, Брахма – ваиварта, Маркандеја, Бхавишја и Вамана Пурана) и 
6 Пурана за особе у тами (Матсја, Курма, Линга, Шива, Сканда и Агни Пурана).
-18 Упапурана и много регионалних Стхала Пурана.
-Мануов закон, Вишну смрити итд.
3. Сутре - афоризми –Веданта сутра, Дхарма сутра, Грихја сутра итд.
4. Веданге, Упаведе - овде спадају Ђотиш-ведска астрологија и астрономија, Ајурведа-ведска медицина, Стхапатја Веда-ведска архитектура, Дханур Веда-војна вештина, Гандарва Веда-ведска музика, Васту шастра- ведска наука о простору итд. У ову категорију такође спадају и различита дела и коментари великих светаца, писаних кроз историју широм света. (Шри Чејтања Черитамрита, Шри Чејтања Бхагавата, Шри Нарада Панчаратра, Нити шастра, Бхакти расамрита синдху, Шри Упадешамрита итд.

## Неки богови Хинду пантеона
Хиндуси имају огроман број богова и богиња који сви одреда симболизују и инкарнације су једног апстрактног врховног бића или Брамана. Најфундаменталнији од тих божанстава, они који су у темељу ове религије, су Брама, Вишну и Шива који заједно чине њихово свето тројство (Тримурти), на сличан начин на који су у хришћанству Отац, Син и Свети Дух једно те исто, недељиво и једносуштаствено божанство. Звук мантре „ом" долази од имена ових богова.

#### Брама
Брама Творац је отац Мануа који је отац свих људи. Представљен је са четири лица, окренут на четири стране света, и са четири руке. Приказује се како јаше лабуда.
- Не треба га мешати са Браманом који је концепт, принцип, бића изнад свих бића, најбивствујућије бивствујуће рекли би филозофи, од кога све потиче и који се не може никада у потпуности бити схваћен.

#### Шива
Шива Уништитељ зла (етимолошки вероватно повезано са словенским божанством “Живе, Живане”, иако је у питању различити пол) је најмоћније и најфасцинантније божанство ове вере, а репрезентује смрт и распадање. Познат је по многим именима: Махадева (велики бог), Пашупати, Натарађа (господ плеса), Вишванат, Боле Нат…

#### Хануман
Хануман је моћни мајмун који је помагао Рами у његовим подвизима против злих и нечистих сила, а описан је као и он у Рамајани. Верује се да је био аватар Шиве. Хануман је обожаван као симбол физичке снаге, постојаности и посвећености.

#### Вишну
Вишну Заштитник (етимолошки повезано са српском речју “Вишњи, Свевишњи”) је мирољубиво божанство које чува и одржава живот помоћу постојаних принципа реда, праведности и истине. Када су ове вредности угрожене, Вишну напушта своју трансценденцију како би повратио ред и мир на Земљи.
Вишну има десет великих овоземаљских инкарнација (аватара или силазака). 
Такође је познат као соларни бог. Прича о „Три корака" показује како Вишну може да очисти небо, земљу и доњи свет у три корака. Док хода он тера мрак.
- Кришна (етимолошки можда повезано са српском речју „крсна”) један од многих облика бога Вишну. Кришна је девети и најпотпунији аватар Вишнуа. Он је и најпопуларнији од свих аватара Вишнуа. Његова кожа је плаве боје. Опеван је у Махабхарати и примарни је учесник “Багавад гите” (Боговске песме, Божанске песме) која се налази унутар овог епа, а у којој он Арђуни износи низ духовних, моралних и животних поука. Често је визуализиран као мали дечак који једе млеко или као млади принц који свира фрулу.
- Рама је савршени (седми) аватар Вишнуа и вероватно најомиљенији од свих хинду богова. Популаран као симбол витештва и врлине, Рама је “отеловљење истине, моралности, идеалног сина, идеалног мужа, и надасве, идеалног краља”. Индијци верују да је он био стварна историјска личност, племенски херој древне Индије, чија су дела опевана у другом великом индијском епу Рамајани. Име његове жене је Сита.

#### Парвати
Парвати (која се у својим инкарнацијама још назива и Дурга те Кали) Шивина је жена. Често је приказивана са 10 руку које замахују разноврсним оружјем, што означава деструктивну страну њене природе.
- Дурга је богиња мајка, позната и као Бавани, Шеравали, Амба, Чандика, Гаури, Парвати и Ваишно Деви. Представља плаховиту и ватрену моћ богова. Име “Дурга” значи “недоступна” или “непобедива”, представља активну страну божанске енергије Шиве која се зове “шакти”. Дурга је обично представљена како јаше лава и носи оружје у мноштву својих руку. Она је заштитник, праведних и уништитељ зла.
- Кали је црна богиња, страшна и свирепа форма мајке богиње Дурге. Рођена је из Дургине обрве током једне од њених битака са злим силама. Кали је представљена са најокрутнијим цртама вероватно од свих светских божанстава уопште, пошто јој језик вири из уста, очи су јој црвене, а лице и груди окупане крвљу. Стоји са једном ногом подигнутом на бутину, а другом на грудима свог мужа, Шиве.

#### Ганеша
Ганеша је представљен као слон који јаше миша. Он је најпопуларнији од свих хинду богова. Син је Шиве и Парвате. Има главу слона и тело трбушастог човека. Рођен је од росе са Парватиног тела која је помешана са прашином. Посвећен је успеху, и уништитељ је зла и препрека. Такође се поштује и као бог знања, мудрости и богатства.
Шива је у бесу одсекао Ганешину људску главу. Са грижом савести је заменио главом прве животиње на коју је наишао – главом слона.

#### Лакшми
Лакшми је богиња чије име значи “добра срећа”, а долази од санскритске речи “лаксја” што значи “циљ”. Богиња је богатства и просперитета, како материјалног тако и духовног. Представљена је као прелепа жена златне пути, са четири руке, која седи или стоји на процветалом лотосу и држи лотосов пупољак, који представља лепоту, чистоћу и плодност. Ганешина је сестра.

#### Сарасвати
Сарасвати је богиња мудрости, знања, учења, музике и уметности. Брамина жена, Ганешина сестра. Она је мајка Веда, химне њој посвећене које се зову “Сарасвати вандана” често почињу и завршавају се стиховима из неког од ових верских спевова. Верује се да је она људској врсти дала моћ говора, мудрости и учења.

#### Индра
Индра је бог рата и плодности, он је дао земљи воду река. Наоружан је муњом и увек га прате Марут, олујни ветрови. На својим походима пење се на Аиравата, белог слона са шест кљова. Најчешће се помиње у текстовима Веда. 

#### Агни
Агни је заштитник људи. Он им омогућава да опште са другим боговима, да једу кувана јела, да се огреју и осветле. Присутан је у свему што гори. 
- Ордал (божији суд") – Да би се доказала невиност осумњиченог он се мора бацити у ватру и из ње изаћи жив. Верује се да Агни зна ко је добар а ко је згрешио.

Он такође прочишћава све чега се дотакне, из чега вероватно проистиче хинду традиција спаљивања мртвих. Сматра се божијим гласоношом. Приликом обреда свештеници пале ватру и у њу бацају храну, док изговарају име бога коме је намењена. Агну ове дарове узима и у виду дима их преноси до богова којима су намењени.

## Постанак света
Постоји више прича о настанку света у индијској хинду митологији.

### Златно јаје
На самом почетку постојала је само вода, огромна бескрајна површина. По жељи једног бога из те воде је настало златно јаје. Оно по површини воде плута годину дана. Једног дана љуска пуца и из ње се излегао бог Праџапати који ће се касније мешати или са Вишнуом или са Брамом. Да би се појавили делови света (Земља, небо, богови, демони, годишње доба...) довољно је да их Праџапати именује.

### Свет настао из сна
Вишну је лежећи на огромној змији Ананта, на површини океана спавао док му је супруга Шри масирала стопала. У сну он замишља будући свет. Када се пробудио видео је лотос који је процветао из његовог пупка. Цвет се отворио и из њега је потом изашао Брама. Брама је отац свих створења која ће настати, док је њихова мајка богиња плодности Сарасвати. Брама поново ствара свет сваких 4 320 000 000 година.

## Бућкање океана због бесмртности
У древним временима постојала је непрекидна борба богова и демона. Када би демони умрли, оживели би уз помоћ магичног напитка бога Шиве. Богови су тражили савет од Браме, који их саветује да затраже помоћ од Вишну. Он (Вишну) им је рекао да се помире са демонима и бућкају океан да би добили нектар бесмртности. Планина Меру им је служила као бућка, а змија Висуки као жица закачена за бућку. 
Богови и демони заједно одлазе до океана. Неколико њих почиње да окреће планину сто божанских година. Биљке и животиње падају у воду, згушњавају је, и тако добијају вино. На планини избија пожар што је истерало преостале животиње. Океан се претворио у млеко, и појавио се прочишћен путер. 
Многи богови из океана узимају разне драгоцености, а потом из њега излазе ватра и змије. Настаје Калакута отров који је окружио универзум и претио да уништи све богове и демоне. Шива га је прогутао, а грло му је поцрнело.
Појављује се Данвантари са посудом амброзије, нектаром бесмртности. Вишну поприма облик жене под именом Заслепљеност. Она је зачарала демоне да се одрекну амброзије у корист богова. Један демон, Раху, попримио је облик бога и попио је напитак. Када му је напитак стигао до грла Вишну му је одсекао главу својим диском. Глава демона одлази у небо изазивајући притом помрачење Сунца и Месеца.
Када су богови попили напитак, Вишну се враћа у свој првобитни облик и креће у напад на демоне. Демони одлећу у подземни свет и океан. Богови враћају планину на своје место и одлазе кући у облику водених облака. Небо одзвања од њихових громогласних повика.
Нектар бесмртности чува Вишну на сигурном месту. 